# Wego Motor Company
Wego Motor Company war ein US-amerikanischer Hersteller von Automobilen.

## Unternehmensgeschichte
Benjamin Briscoe gründete 1916 das Unternehmen in Jackson in Michigan. Er begann mit der Produktion von Automobilen. Der Markenname lautete Wego. Noch 1916 endete die Produktion. Die Hackett Motor Car Company übernahm das Unternehmen.

## Fahrzeuge
Im Angebot stand ein Kleinwagen. Er war etwas größer als der Argo von der Argo Motor Company, den Briscoe ebenfalls herstellte. Er hatte einen Vierzylindermotor mit 22 PS Leistung. Das Fahrgestell hatte 244 cm Radstand. Zur Wahl standen Roadster für 405 US-Dollar und offene Tourenwagen für 455 Dollar.